# Belgisch Interventie- en Restitutiebureau
Het Belgisch Interventie- en Restitutiebureau (BIRB) was een Belgische federale overheidsinstelling die verantwoordelijk was voor de uitvoering van het gemeenschappelijk landbouwbeleid van de Europese Unie in België. 
Het BIRB werd overgedragen aan de gewesten in het kader van de zesde staatshervorming. Het BIRB had een directiecomité en een raad van bestuur. Het BIRB was gevestigd in de Trierstraat 82 te Etterbeek.